# 横浜市営バス港北営業所

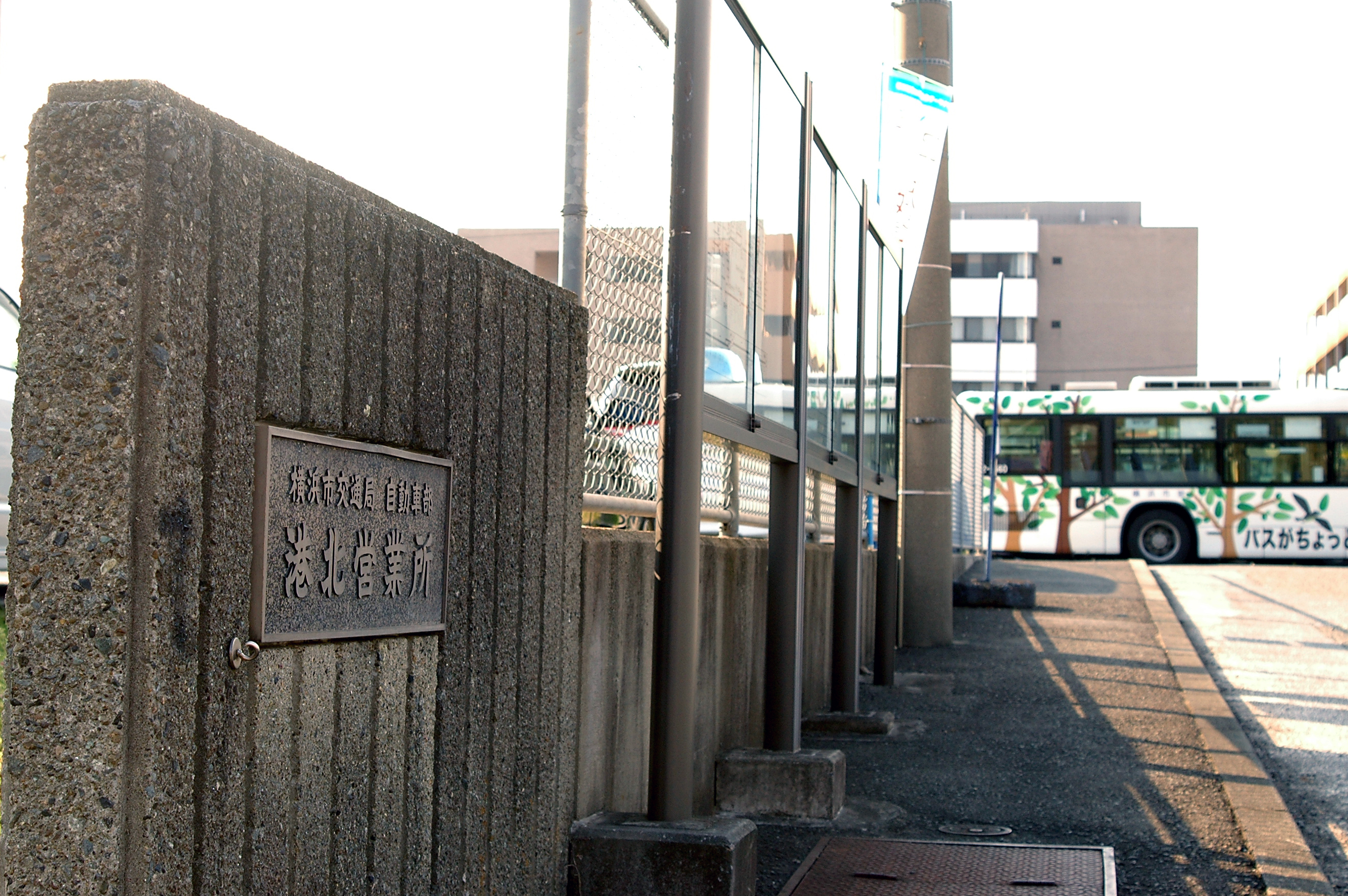
港北営業所の表札 (2009年4月8日撮影)

横浜市営バス港北営業所（よこはましえいバスこうほくえいぎょうしょ）とは、神奈川県横浜市港北区大豆戸町（まめどちょう）に所在する横浜市交通局自動車部（横浜市営バス）の営業所。1981年（昭和56年）に開設された。
港北区南部、鶴見区西部、都筑区の港北ニュータウン地区を運行する路線を担当する。横浜市道環状2号線沿いに位置し、最寄駅は新横浜駅、最寄バス停留所は「港北車庫前」である。

## 沿革
- 1937年（昭和12年）12月27日： 鶴見営業所（初代）を鶴見区大黒町に開設
- 1938年（昭和13年）1月16日： 鶴見営業所（初代）が営業を開始
- 1941年（昭和16年）： 軍事上の要請から鶴見営業所を鶴見区大黒町から同区生麦四丁目へ移設
- 1955年（昭和30年）6月15日： 鶴見営業所（初代）の派出所として生麦派出所を設置[1]
- 1965年（昭和40年）4月19日： 生麦派出所を出張所に変更
- 1973年（昭和48年）5月12日： 生麦出張所が営業所として独立。これが現在の鶴見営業所となる。
- 1981年（昭和56年）5月5日： 鶴見営業所（初代）を廃止、営業所機能を移転（所管路線引継）し、（現）港北営業所を開設[1]。生麦営業所を鶴見営業所に改称
- 2002年（平成14年）2月： CNG充填施設が完成、CNGバスの配置が始まる。
- 2008年（平成20年）3月16日： 全所属車両でPASMOを導入[4]。

1981年に初代鶴見営業所の移転によって開設された比較的新しい営業所で、1981年に(旧)鶴見営業所を移転し開設されたのが現在の港北営業所である。1981年9月25日発行の横浜市交通局報には「所管区域との関係で立地上問題があり，施設も老朽化した鶴見営業所を廃止し，港北区大豆戸町に港北営業所を新設して内陸部の輸送力強化と車両運用の効率化を図つた。」とある。これは、当時の鶴見営業所と生麦営業所間の距離が700m程度しか離れておらず路線担当区域の棲み分けが非効率であったことや、既に開発が始まっていた港北ニュータウン地区の路線展開への備えを指していると考えられる。
なお、現在の緑営業所が開設時に「港北営業所」を名乗っていたため、港北営業所という名称の営業所としては2代目となる。
2002年には、FIFAワールドカップのバス輸送は原則としてCNG車による運行が望ましいとの国土交通省からの要請・補助もあり、横浜国際総合競技場付近に位置する当営業所は天然ガススタンドの設置と多数のCNGノンステップバスが配置された。その後も当該施設とCNG車両の運用は存続されていたが、2013年末よりこれらの運用は中止されている。

## 所管系統

### 6・14・67・104系統
| No.  | 運行区間                                                                                            |
| ---- | --------------------------------------------------------------------------------------------------- |
| 104A | 鶴見駅入口 → 森永工場前 → 三ツ池道 → 末吉橋 → トレッサ横浜 → 港北区総合庁舎 → 港北車庫 → 新横浜駅前 |
| 104A | 新横浜駅前 → 港北車庫 → 港北区総合庁舎 → トレッサ横浜 → 末吉 → 宮の下 → 森永工場前 → 鶴見駅西口     |
| 104B | 新横浜駅前 - 港北車庫 - 港北区総合庁舎 - トレッサ横浜 - 梶山                                        |
| 6B   | 新横浜駅前 → 太尾新道 → 大倉山駅 → 港北区総合庁舎 → トレッサ横浜 → 梶山                             |
| 6D   | 新横浜駅前 ← 太尾新道 ← 大倉山駅 ← 港北区総合庁舎 ← トレッサ横浜 ← 梶山                             |
| 14B  | 鶴見駅入口 → 森永工場前 → 三ッ池道 → 末吉橋 → 梶山                                                  |
| 14B  | 梶山 → 末吉 → 宮の下 → 森永工場前 → 鶴見駅西口                                                      |
| 67C  | 梶山 → 末吉 → 宮の下 → 昭和坂上 → 鶴見駅西口                                                        |

- 1931年（昭和6年）12月31日： 14系統のルーツであると考えられる下末吉 - 生麦線を開設[5]。その後戦時下の労働者輸送の需要や燃料・人員・車両不足などにより、生麦発着から弁天下・寛政発着へ延長、下末吉発着から末吉橋発着への延長・再短縮、下末吉 - 宮の下間の休止・復活など変更を繰り返す。
- 1952年（昭和27年）以前： 14系統滝坂 - 鶴見駅西口 - 諏訪坂下 - 宮の下 - 下末吉の運行となる。当時は往復とも宮の下経由。その後末吉まで延伸。
- 1963年（昭和38年）6月16日： 67系統鶴見駅西口 - 三ッ池道 - 末吉を開設[5]。
- 1965年（昭和40年）6月21日： 14系統滝坂 - 鶴見駅西口 - 諏訪坂下 - 宮の下 - 末吉を新子安駅西口・大口駅発着に延伸。また休日運行の鶴見駅西口 - 末吉 - 梶山 - 三ッ池公園運行便を新設。
  - 当時は大口 - 末吉の全区間運行便は数便しかなく、大口 - 鶴見、新子安 - 鶴見、鶴見 - 末吉など区間便多数。
- 1967年（昭和42年）5月25日： 14・67系統の末吉発着を梶山発着へ延伸。
- 1970年（昭和45年）7月20日： 104系統鶴見駅 - 末吉橋 - 新横浜駅前を開設[5]。
- 1971年（昭和46年）12月30日： 14系統の諏訪坂下経由運行と大口駅発着便を廃止。67系統の三ッ池道経由を昭和坂上経由に変更、大口駅発着便を新設。
- 1986年（昭和61年）4月30日： 104系統の鶴見駅(東口)発着を鶴見駅西口発着に変更。
- 1995年（平成7年）頃 - 14系統新子安駅西口 - 新横浜駅前運行便を新設、104系統鶴見方面便を宮の下経由に変更。
- 2000年（平成12年）7月20日： 67系統の大口駅発着を廃止、鶴見駅西口発着へ短縮
- 2007年（平成19年）4月1日： 14系統の鶴見駅西口 - 新子安駅西口間の運行と新横浜駅発着を廃止、鶴見駅西口 - 梶山のみの運行となる[6]。
- 2010年（平成22年）
  - 4月1日： 6系統鶴見駅西口 - 大倉山駅 - 新横浜駅前を開設[5]。
  - 6月7日： 322系統雨の日臨時便梶山→新横浜駅前急行便を開設[7]。
- 2022年（令和4年）
  - 9月15日：9月末での6系統の鶴見駅西口発着便廃止を発表[8]
  - 9月30日：6系統の鶴見駅西口発着便を廃止[8]。全便梶山発着となる[8]。
- 2024年（令和6年）4月1日 : 雨の日臨時便（322系統）を正式に廃止[9]。67系統が梶山発の片道運行となる。

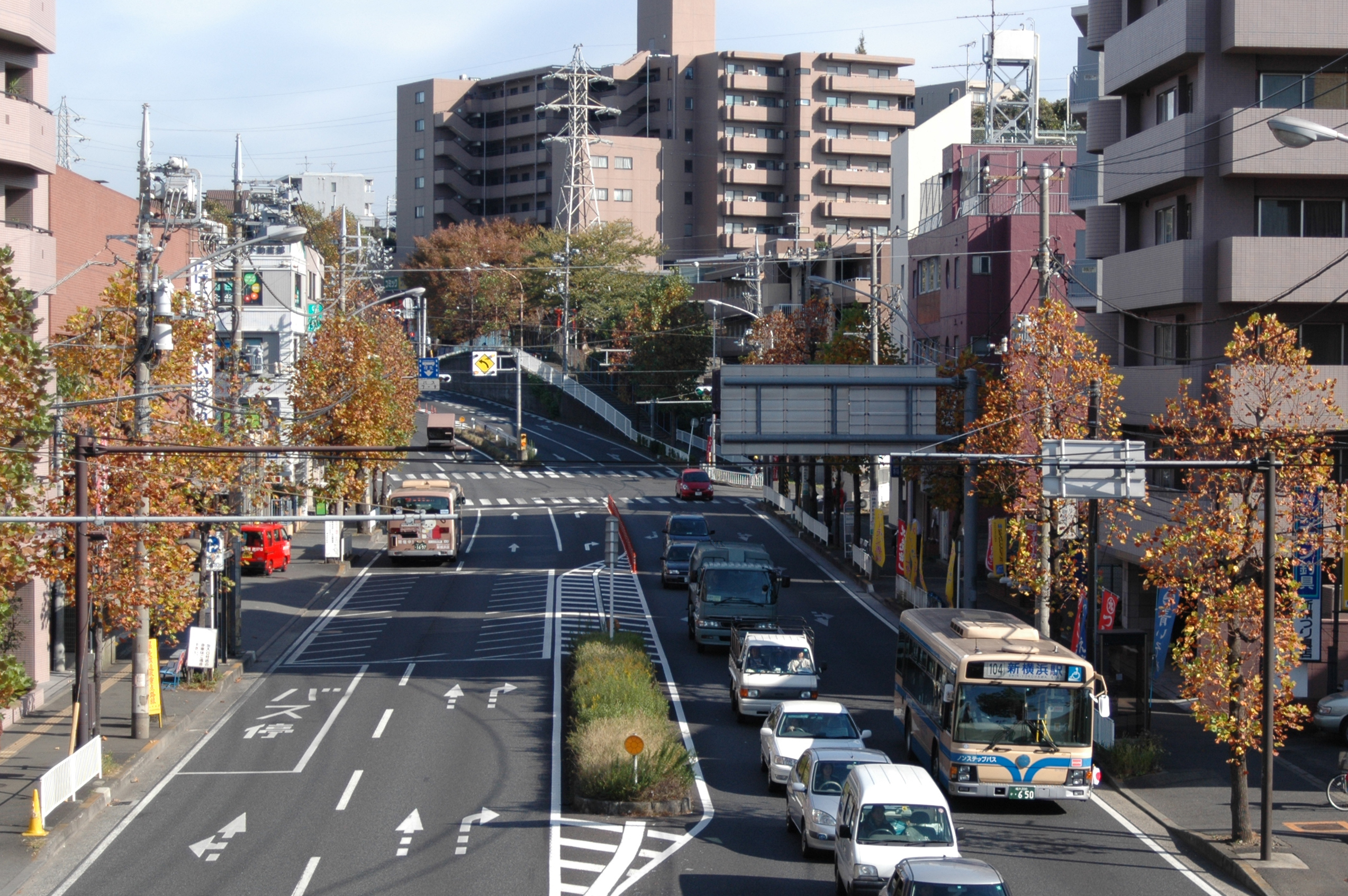
環状2号線を運行する104系統、港北区総合庁舎付近にて(2008年11月23日撮影)

104系統は末吉・環状2号線経由で鶴見駅・新横浜駅間を結ぶ当営業所の基幹系統の一つである。駒岡・末吉地区と鉄道駅との通勤通学輸送のほか、沿線に所在する神奈川税務署・区役所などの公共施設や大型商業施設であるトレッサ横浜への足としても機能しており、終日ほぼ8 - 20分間隔で運行されている。なお、新横浜駅 - 港北区総合庁舎 - 駒岡車庫間では臨港バス（鶴02系統）も同区間を運行しているが共通定期券の設定はない。かつては雨天時の朝には梶山を始発とし港北区総合庁舎から新横浜駅まで急行運行する322系統が臨時増発されていたが、新型コロナウイルス感染症に伴う旅客需要の低迷から運行休止となり、そのまま2024年3月末をもって正式に廃止された。この雨の日臨時便の詳細については横浜市営バス#雨の日臨時便（廃止）の項を参照されたい。
| 新横浜発鶴見方面行                              |
| ----------------------------------------------- |
| 太尾小学校前 → 太尾西住宅 → 下町会館前 → 太尾堤 |
| 鶴見発新横浜方面行                              |
| 太尾堤 → 太尾西住宅 → 下町会館前 → 太尾小学校前 |

6系統は104系統の横浜アリーナ前 - 港北区総合庁舎間において41系統の運行経路である太尾新道・東急東横線大倉山駅廻りで運行する支線系統である。大倉山地区からトレッサ横浜・三ッ池公園などへの利便性の確保に主眼を置いたダイヤ設定とされており、平日、土休日共に日中を中心に概ね30分から1時間間隔で運行されている。太尾堤交差点付近では右左折規制の絡みから、往復共に周辺の道路をループし当交差点を2回通過する特異な経路を取る。また鶴見・梶山方面行は、同一名称ながら綱島街道上・環状2号上の2箇所に設置されている港北区総合庁舎停留所のどちらでも乗降扱いをするため、港北区総合庁舎停留所を2回経由する恰好となっている。開設当初は鶴見駅西口発着の全区間運行便が中心であったが、2012年度末のダイヤ改正において増便と引き換えに梶山発着区間便の割合が半数を占めるダイヤとなった。2022年9月末をもって6系統の鶴見駅西口発着は運行を終了し、全便が新横浜駅 - 大倉山駅 - 梶山間の運行となった。なお、6系統の名称は過去の廃止路線で繰り返し使用されたことがあるもので、現行の6系統は6代目にあたる。詳しくは横浜市営バス#系統番号の項を参照されたい。
朝夕ラッシュ時は鶴見 - 梶山の区間便が運行されている。104系統と同経路で運行されているものを14系統を名乗る。朝ラッシュ時の梶山発鶴見行区間便は渋滞による遅延を避けるため、そのほとんどが昭和坂上経由となっており、これは67系統を名乗る。67系統の鶴見発便と104系統の梶山 - 新横浜駅区間便の運行は非常に少ない。
路線開設の経緯により往復で違う経路をとる区間があり、鶴見駅西口発便は末吉大通り経由、新横浜駅・梶山発便は途中末吉 - 宮の下間で末吉大通り西側の脇道を経由する。鶴見駅西口を発着しているが、スペースの都合で当系統発車バス停のみロータリー外の豊岡商店街上に存在しており、鶴見駅入口停留所という別名称が与えられている。

### 13・155系統
| No.  | 運行区間                                                                                    |
| ---- | ------------------------------------------------------------------------------------------- |
| 13H  | 鶴見駅前 → 森永工場前 → 三ッ池道 → 末吉橋 → 一の瀬 → 綱島駅入口                             |
| 13I  | 鶴見駅前 ← 森永工場前 ← 三ッ池道 ← 末吉橋 ← 一の瀬 ← 新綱島駅                               |
| 13B  | 鶴見駅前 - 森永工場前 - 三ッ池道 - 末吉橋 - 一の瀬                                          |
| 13E  | 鶴見駅前 - 森永工場前 - 三ッ池道 - 末吉橋 - 一の瀬 - 港北区総合庁舎 - 港北車庫 - 新横浜駅前 |
| 155B | 鶴見駅前 → 森永工場前 → 三ッ池道 → 東部病院 → 森永工場前 → 鶴見駅前                         |
| 155A | 鶴見駅前 → 森永工場前 → 三ッ池道 → 東部病院                                                 |
| 155A | 東部病院 → 森永工場前 → 鶴見駅前                                                            |

鶴見営業所との共管系統である。詳しくは横浜市営バス鶴見営業所#13・155系統の項を参照。

### 28・41系統
| No. | 運行区間 |
| --- | --- |
| 41B | 鶴見駅西口 ← 岸谷2丁目 ← 白幡 ← 東高校前 ← 内路 ← 菊名駅前 ← 大倉山駅 ← 太尾西住宅 ← 新羽駅 ← 新開橋 ← 川向町折返場 |
| 41J | 鶴見駅西口 → 岸谷2丁目 → 白幡 → 東高校前 → 内路 → 菊名駅前 → 大倉山駅 → 太尾西住宅 → 新羽駅 → 新開橋 → 川向町折返場 |
| 41C | 鶴見駅西口 ← 岸谷2丁目 ← 白幡 ← 東高校前 ← 内路 ← 菊名駅前 ← 大倉山駅 ← 太尾西住宅 ← 新羽駅                         |
| 41D | 鶴見駅西口 ← 岸谷2丁目 ← 白幡 ← 東高校前 ← 内路 ← 菊名駅前 ← 港北車庫 ← 新横浜駅前                                  |
| 41K | 鶴見駅西口 → 岸谷2丁目 → 白幡 → 東高校前 → 内路 → 菊名駅前 → 港北車庫 → 新横浜駅前                                  |
| 41E | 鶴見駅西口 ← 岸谷2丁目 ← 白幡 ← 東高校前 ← 内路 ← 菊名駅前 ← 港北車庫                                               |
| 41L | 鶴見駅西口 → 岸谷2丁目 → 白幡 → 東高校前 → 内路 → 菊名駅前 → 港北車庫                                               |
| 41M | 東寺尾5丁目 → 白幡 → 東高校前 → 内路 → 菊名駅前 → 港北車庫 → 新横浜駅                                               |
| 41H | 新横浜駅前 - 港北車庫 - 大倉山駅 - 太尾西住宅 - 新羽駅 - 新開橋 - 川向町折返場                                      |
| 41N | 新横浜駅前 → 港北車庫 → 大倉山駅 → 下町会館前 → 新羽駅 → 新開橋 → 梅田橋 → 佐江戸 → 中山駅北口                      |
| 41O | 新横浜駅前 ← 港北車庫 ← 大倉山駅 ← 下町会館前 ← 新羽駅 ← 新開橋 ← 梅田橋 ← 佐江戸 ← 中山駅北口                      |
| 41P | 港北車庫 → 大倉山駅 → 下町会館前 → 新羽駅 → 新開橋 → 梅田橋 → 佐江戸 → 中山駅北口                                   |
| 41I | 港北車庫 - 大倉山駅 - 太尾西住宅 - 新羽駅 - 新開橋 - 川向町折返場                                                   |
| 28A | 新羽駅 → 新開橋 → 梅田橋 → ららぽーと横浜 → 佐江戸中央 → 中山駅北口                                                 |
| 28B | 新羽駅 ← 新開橋 ← 梅田橋 ← ららぽーと横浜 ← 佐江戸中央 ← 中山駅北口                                                 |

- 1953年（昭和28年）8月1日： 鶴見駅西口 - 菊名駅 - 川向町を開設[5]。
- 1961年（昭和36年）10月25日： 鶴見駅西口 - 菊名駅 - 川向町 - 中山駅運行便を新設。
- 詳細時期不明： 鶴見駅西口・大口駅 - 菊名駅 - 大倉山駅 - 新羽町・川向町・中山駅の運行となる。
- 1964年（昭和39年）6月1日： 川向町発着便を東方町発着に変更。川向町経由便を東方町経由に変更。
- 1966年（昭和41年）3月6日： 鶴見駅西口 - 鴨居駅前運行便、大口駅 - 鴨居駅前運行便を新設。
- 1969年（昭和44年）
  - 2月24日： 鶴見駅西口 - 鴨居駅前運行便を廃止。新羽町発着便を新羽町折返所発着に変更。
  - 6月28日： 東方町発着便を川向町折返所発着に変更。
- 1977年（昭和52年）頃： 中山駅 - 水神前 - 川向町折返場運行便を新設。
- 1981年（昭和56年）5月5日： 港北営業所の開設と同時に新横浜駅 - 太尾新道 - 新羽町折返所運行便、新横浜駅前 - 鶴見駅西口・中山駅運行便を新設。大口駅発着便を廃止。
- 1982年（昭和57年）7月1日： 川向町折返場 - 小机駅前 - 新横浜駅前 - 大倉山駅 - 佐江戸 - 中山駅運行便を新設。
- 1988年（昭和63年）12月12日： 深夜バス355系統鶴見駅西口→川向町折返場、356系統大倉山駅→川向町折返場を新設。
- 1993年（平成5年）3月18日： 市営地下鉄あざみ野延伸に伴い新羽駅ロータリーへの乗入れを開始、新羽町折返所発着便を廃止又は新羽駅発着に変更。
- 1997年（平成9年）3月24日： 鶴見駅西口 - 中山駅前の全区間を運行する便(A)を廃止。
- 1999年（平成11年）4月26日： 新横浜駅前 - 大倉山駅 - 新羽駅区間便(J)を廃止。
- 2000年（平成12年）3月29日： 新横浜駅前 - 大倉山駅 - 中山駅前運行便(F)を下町会館経由に変更。
- 2007年（平成19年）
  - 4月1日： 川向町折返場 - 小机駅 - 新横浜駅前 - 大倉山駅 - 中山駅前運行便(O)、川向町折返場 - 小机駅前 - 新横浜駅運行便(P)、中山駅前 - 水神前 - 川向町折返場運行便(M)を廃止[6]。深夜バス355系統鶴見駅西口→港北車庫前を新設。
  - 5月21日： 川向町発着便の一部を延伸し、新横浜駅前 - 新羽駅 - ららぽーと横浜、鶴見駅西口 - 菊名駅前 - 新羽駅 - ららぽーと横浜を新設[14]
- 2008年（平成20年）2月8日： 中山駅発着便を緑営業所との共管から港北営業所による単独運行に変更
- 2009年（平成21年）6月1日： 336系統雨の日臨時便新横浜駅→太尾新道→大倉山駅→新横浜駅循環便を新設[15]
- 2010年（平成22年）
  - 4月1日： 6系統の運行開始に伴い、新横浜駅前 - 太尾新道 - 新羽駅運行便（L）と鶴見駅西口 - ららぽーと横浜運行便(R)を廃止。
  - 6月4日： 336系統雨の日臨時便新横浜駅→太尾新道→大倉山駅→新横浜駅前循環便を廃止[7]
- 2012年（平成24年）3月17日： 深夜バス356系統大倉山駅→川向町折返場を廃止
- 2013年（平成25年）3月30日： 中山駅発着便を中山駅北口発着に変更(F→W)[16]、中山駅方面の西村橋停留所は通過に変更[16]。
- 2022年（令和4年）12月15日： 翌年1月4日のダイヤ改正にてららぽーと横浜発着便、新羽駅 - 川向町間の区間便廃止を発表[17]。
- 2023年（令和5年）1月4日：ららぽーと横浜発着便廃止[17]。
- 2024年（令和6年）
  - 1月4日 : 28系統が緑と当営業所の共管となる[18]。
  - 4月1日 : ダイヤ改正で以下のように運行形態を変更する[9]。
    - 佐江戸 - 中山駅北口間にて、落合橋経由から貝の坂経由に経路変更する[19]。
    - 355系統深夜バスを廃止[9]。
    - 菊名記念病院前停留所を新設する[9]。
- 2025年（令和7年）
  - 3月15日 : 28系統が港北営業所単独運行になる。

鶴見駅西口 - 菊名駅間と大倉山駅 - 新羽駅 - 川向町間の輸送が中心の基幹系統である。鶴見区・港北区・都筑区・緑区の4区と神奈川区の一部に跨る系統であり、市営バス各系統ごとに集計される輸送人員数では当系統が最も多い。現在は鶴見駅西口 - 中山駅間の全区間を運行する便は存在せず、上記の多数の区間便による運行形態となっている。鶴見駅西口 - 菊名駅間は、臨港バス鶴01系統が比較的直線的なルートで寺谷・馬場地区を経由するのに対し、当系統はその南側の岸谷・白幡地区を狭隘かつ細かいカーブ・交差点が続くルートにて経由するのが特徴である。また、菊名駅では臨港バス鶴01系統が駅前の狭隘路に乗り入れ駅東口直近で発着するのに対し、当系統は駅東口より200m程離れた綱島街道上の停留所を経由する。両系統とも鉄道駅から離れたアップダウンが多い地域の輸送を担っているため運行便数は多い。鶴見駅西口 - 内路間では38系統も同経路をとる。
西側の当系統は東急東横線大倉山駅・市営地下鉄新羽駅から太尾・大倉山地区の住宅地域、緑産業道路沿いの工業地区とのフィーダー輸送を担っており、これも運行便数は多い。また近年は沿線のイケア港北やららぽーと横浜などの大型商業施設へのアクセス交通としても機能している。中山駅北口まで足を延ばす便は毎時1 - 2便程度の運行であり、当運行便は途中太尾西住宅ではなく下町会館前経由とされている。川向町折返場停留所発着便の行先表示には、発着停留所の正式名称ではない『川向町』と掲示されるが、川向町停留所は当系統が経由しない東急バス市03系統の停留所として別に存在している。
2023年1月4日のダイヤ改正でららぽーと発着便が廃止となり、ららぽーと横浜開業以来続いたロータリーへの乗り入れが消滅した。この子系統はららぽーと出入口に道路片側からしか進入できないことから、その周辺にて下記のように往路・復路で異なる経路をとっていた。代替として、28系統の運行開始に伴い、緑産業道路沿いに新たに「ららぽーと横浜」が新設された。当初は緑営業所の単独管轄であったが、2024年1月から当営業所も運行に携わるようになった。
| ららぽーと横浜着便 | → 池辺 → 藪根 → ららぽーと横浜西 → ららぽーと横浜 |
| ららぽーと横浜発便 | ららぽーと横浜 → 池辺 → （至新横浜駅）            |

上記の運行便の他にも港北車庫前 - 川向町の区間便(I)や、新羽駅発鶴見駅西口行(C)などの便も存在する。かつては川向町折返場 - 小机駅 - 新横浜駅 - 大倉山駅 - 佐江戸 - 中山駅(O)を運行する子系統もあったが、1993年に3系統の新横浜駅発着便が新設され、年々増便されていくと当子系統の存在意義は次第に薄れていき、2007年に3系統が全便新横浜駅発着化及び東急バスへ移譲されるのを機に廃止された。これとは別に、本数は僅少ながら長らく新横浜駅 - 太尾新道 - 新羽駅を運行する便(L)が存在したが、これは当子系統とほぼ同経路を運行する6系統が開設されるのと引き換えに廃止された。また2010年の一時期には下町会館前まで6系統と同経路を進んだ後に大倉山駅方面へ向かい新横浜駅まで循環する雨の日臨時便が運行されていた。この雨の日臨時便は41系統として旅客案内されていたものの、書類上では336系統という別番号が付与されていた。2013年3月より中山駅の発着は南口から北口発着に変更となり、西村橋停留所は新横浜駅方向のみの停車に変更された。

### 37系統
横浜市営バス臨時営業路線の項を参照。

### 38・84系統
| No. | 運行区間 |
| --- | --- |
| 38H | 鶴見駅西口 - 岸谷2丁目 - 白幡 - 東高校前 - 内路 - 菊名橋 - 六角橋北町 - 六角橋 - 東神奈川駅西口 - 横浜駅西口 |
| 38I | 鶴見駅西口 - 岸谷2丁目 - 白幡 - 東高校前 - 内路 - 菊名橋 - 六角橋北町 - 六角橋 - 東神奈川駅西口              |
| 38C | 鶴見駅西口 ← 岸谷2丁目 ← 白幡 ← 東高校前 ← 内路 ← 港北小学校前                                               |
| 38N | 松見町 → 菊名橋 → 六角橋北町 → 六角橋 → 東神奈川駅西口 → 横浜駅西口                                          |
| 38K | 松見町 → 菊名橋 → 六角橋北町 → 六角橋 → 東神奈川駅西口                                                       |
| 38E | 鶴見駅西口 → 岸谷2丁目 → 荒立 → 白幡 → 岸谷2丁目 → 鶴見駅西口 (午前回り)                                     |
| 38E | 鶴見駅西口 → 岸谷2丁目 → 白幡 → 荒立 → 岸谷2丁目 → 鶴見駅西口 (午後回り)                                     |
| 84A | 鶴見駅西口 - 滝坂 - 新子安駅西口 - 大口駅東口 - 内路 - 菊名橋 - 六角橋北町 - 六角橋 - 東神奈川駅西口         |

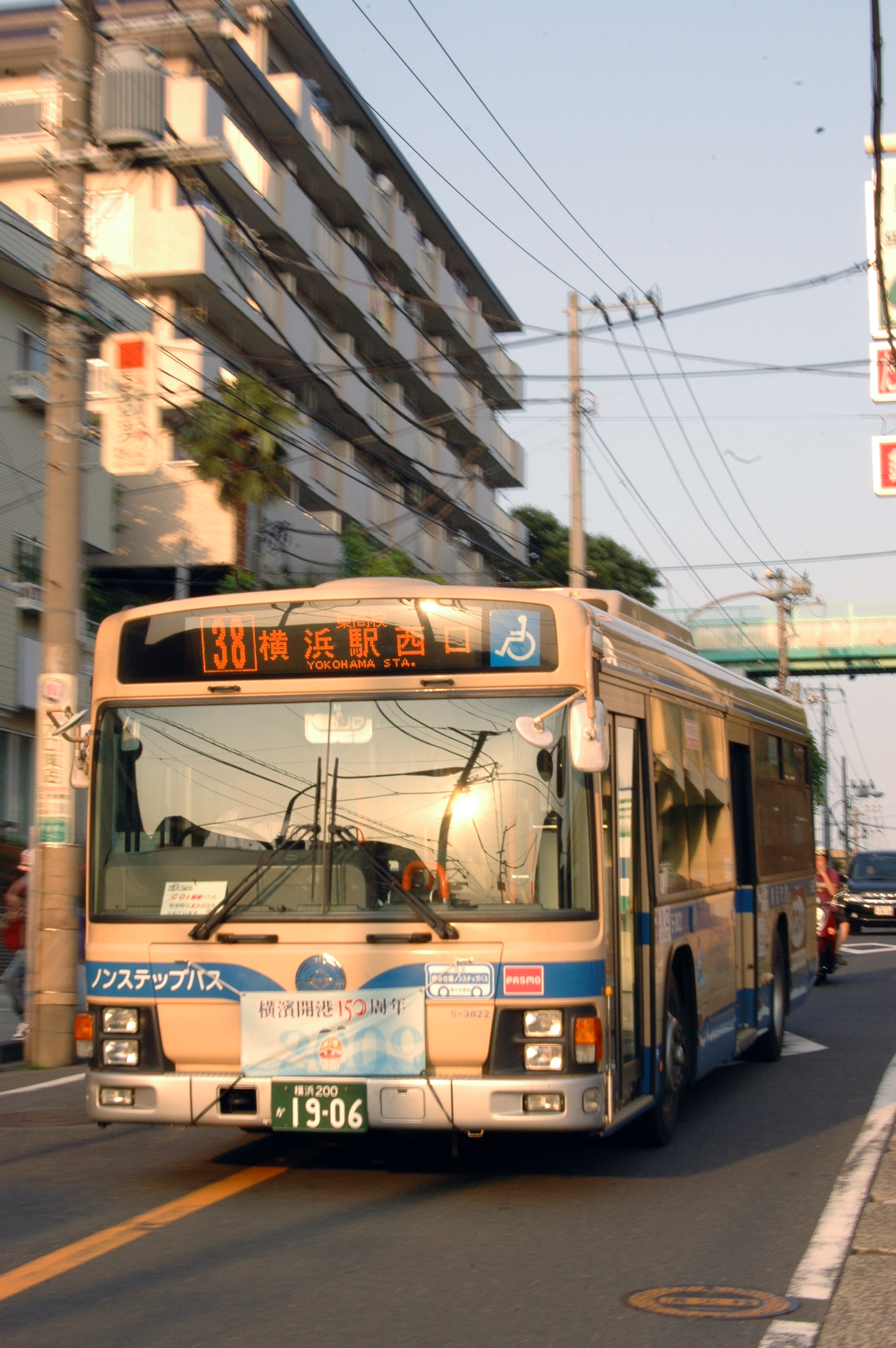
38系統、郵便局前（現在のみやだいばし）付近にて
(2009年6月7日撮影)

- 1959年（昭和34年）10月6日： 横浜駅西口 - 六角橋 - 神大寺 - 菊名橋 - 港北小学校前を開設[5][出典無効]。担当営業所は西営業所[注釈 1]。
- 1961年（昭和36年）10月25日： 港北小学校前から鶴見駅西口に延伸。鶴見駅西口 - 港北小学校前の区間便も運行。（初代）鶴見営業所へ移管される。
- 1964年（昭和39年）10月28日： 鶴見駅西口発着を鶴見駅（東口）発着に延長[注釈 2]。
- 1967年（昭和42年）
  - 3月6日： 84系統鶴見駅西口 - 内路 - 大口駅を新設[5]。
  - 5月25日： 再び鶴見駅西口発着となる。
- 1968年（昭和43年）9月1日： 神大寺・六角橋経由から大丸・三ツ沢グランド経由に変更。鶴見駅西口 - 東高校前の区間便を廃止。
- 1971年（昭和6年）12月1日： 84系統鶴見駅西口 - 内路 - 大口駅を38系統に統合。
- 1991年（平成3年）6月1日： 鶴見駅西口 - 荒立・白幡循環を開設。
- 1998年（平成10年）4月1日： 鶴見駅西口 - 東寺尾5丁目 - 内路 - 港北小学校循環を開設。
- 2007年（平成19年）4月1日： 港北小学校循環と大口駅発着便を廃止[6]。鶴見駅西口 - 横浜駅西口運行便を片倉町・三ツ沢グランド経由から六角橋・東神奈川駅西口経由に変更[6]。
- 2009年（平成21年）4月1日： 暫定運行路線290系統運行終了の代替として横浜駅西口 - 大口駅東口 - 新子安駅西口 - 鶴見駅西口運行便を新設[20]。
- 2024年（令和6年）4月1日 : ダイヤ改正により、新子安駅西口経由便の起終点を東神奈川駅西口に変更し、系統番号を84系統に変更する[9][19]。

鶴見・横浜両駅間を東急東横線より西側の篠原地区廻りで運行する系統である。路線名称は岸根線とされている。横浜側では39系統と同経路をとる。鶴見駅西口 - 内路間では41系統と同経路を運行する便(H,I)が主体であり、新子安・大口経由の便(84系統)は日中に数便のみ運行される。平日朝夕は東神奈川駅折返しとなる。また、早朝のみ松見町始発横浜方面行および港北小学校前発鶴見駅西口行の運行がある。かつては片倉町・三ツ沢グランドを経由する現在よりも更に大回りな経路での運行であったが、2007年4月の再編により旧24系統と統合され現在の東神奈川駅西口・六角橋経由となった。同時にこの旧38系統廃止区間を補完する運行経路の291系統が開設されている。
荒立経由便(E)は41系統の最混雑区間を補完するラケット型の循環路線である。午前中は荒立先回り、午後は白幡先回りの運行となっている。運行便数は横浜駅西口発着便より当循環の方が多い。

### 96系統
| No. | 運行区間                                                            |
| --- | ------------------------------------------------------------------- |
| 96A | 新横浜駅前 → 横浜労災病院前 → 川向南耕地 → 東方町 → 新開橋 → 新羽駅 |
| 96B | 新横浜駅前 ← 浜鳥橋 ← 川向南耕地 ← 東方町 ← 新開橋 ← 新羽駅         |
| 96D | 新横浜駅前 ← 鳥山大橋 ← 川向南耕地 ← 東方町 ← 新開橋 ← 新羽駅       |

2023年1月4日のダイヤ改正で新設された系統である。同ダイヤ改正にて大幅な減便が行われた300系統の新横浜側を補完している。新横浜駅前 - 浜鳥橋 - 港北インターの間は300系統と重複するルートをとる。
運行開始当初は朝夕・日中でルートが異なっており、朝夕が新横浜駅から新羽駅間の往復、日中が新横浜駅 → 川向南耕地 → 折本町 → 新横浜駅の循環運行となっていた。前身となる300系統と同様に、横浜労災病院周辺の経路は往復で異なる。また、早朝・夜間の新横浜方面行は鳥山大橋経由で運行する。なお、横浜国際総合競技場でのイベント開催日には往復ともに鳥山大橋経由で迂回運行することがある。
2024年4月のダイヤ改正により、平日朝夕のみの運行に変更。循環線は廃止し、新羽駅発着のみの運行となった。運行されない時間帯は300系統を川向南耕地経由に変更とした上で複便している。

### 129系統
| No.  | 運行区間                                                                      |
| ---- | ----------------------------------------------------------------------------- |
| 129A | 新横浜駅前 - 八反橋 - 三枚町 - 羽沢団地前 - 神保境 - 梅の木 - 西谷 - 鶴ヶ峰駅 |
| 129B | 新横浜駅前 - 八反橋 - 三枚町 - 羽沢団地前 - 上菅田東部公園                    |

- 1993年（平成5年）

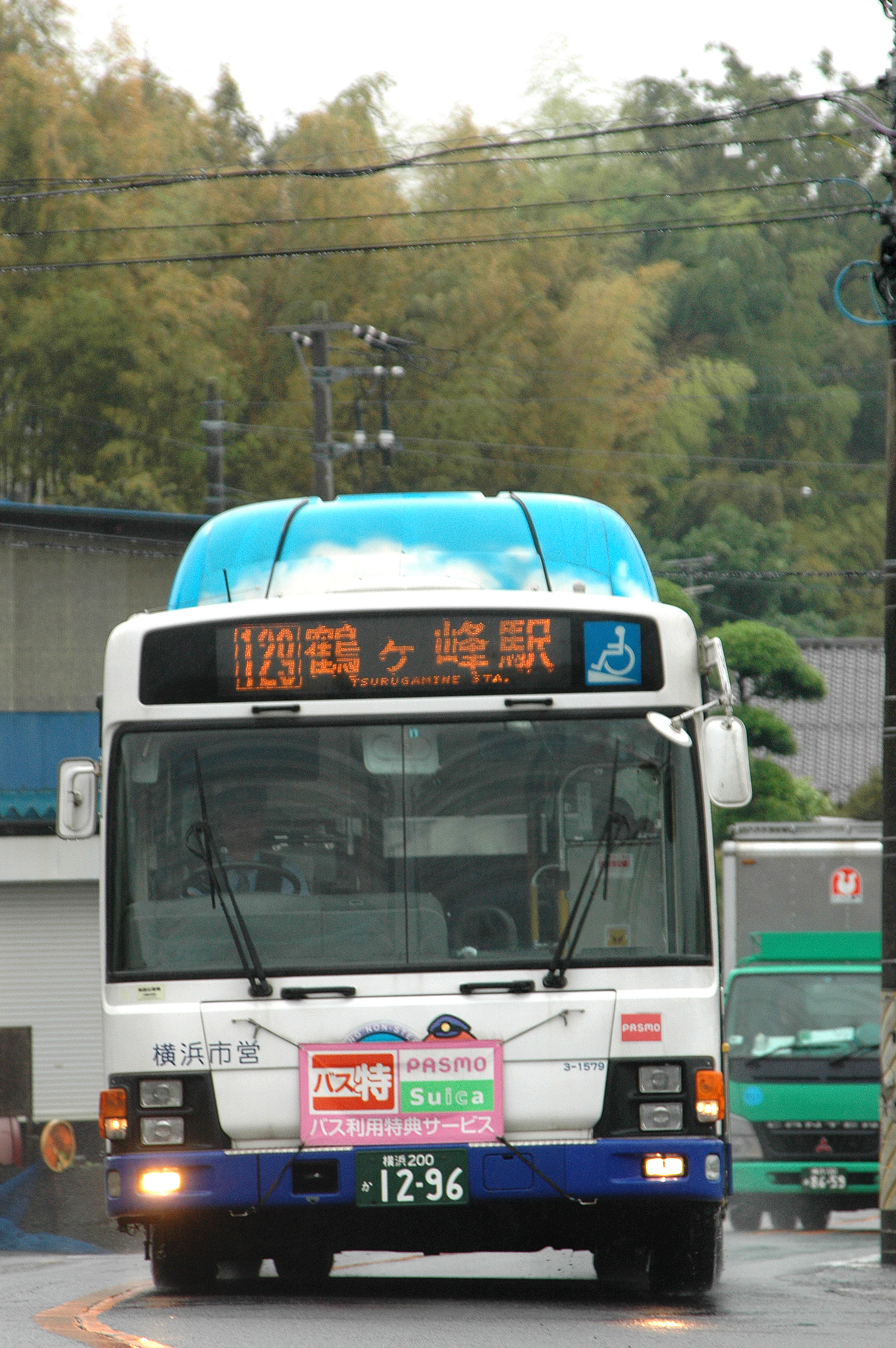
竹林が多く残る羽沢地区を行く129系統A(2010年5月24日撮影)

  - 3月29日： 新横浜駅前 - 鶴ヶ峰駅を開設[5]。
  - 8月23日： 新横浜駅前 - 旭硝子（現:上菅田東部公園）の区間便を開設。

新横浜駅から羽沢地区を経由して相鉄線西谷駅・鶴ヶ峰駅を結ぶ系統である。国道16号線の渋滞を避けるため始発便を除く平日朝の運行は全て上菅田東部公園発着の区間便のみとなっており、この時間帯は鶴ヶ峰駅を発着する便は無い。
新横浜駅から羽沢方面へ向かう路線では、かつて1986年頃から当系統開設の頃まで36系統で横浜駅西口 - 東神奈川駅西口 - 六角橋北町 - 新横浜駅 - 八反橋 - 三枚町 - 羽沢団地 - 八反橋という便の運行があり、これが当系統のベースになったものと考えられる。その後1995年12月4日に121系統の新横浜駅 - 羽沢団地 - 上星川 - 保土ヶ谷車庫が新設されたが、この121系統とは八反橋 - 羽沢団地間で経路が異なり、当系統は南側から、121系統は北側から羽沢団地へ進入する経路をとる。
旭硝子中央研究所閉鎖後も「旭硝子前」のバス停名の変更はされてなかったが、2022年10月1日のダイヤ改正より「旭硝子前」は「上菅田東部公園」へ、「旭硝子入口」は「神保境」へ、それぞれ変更される事が発表された。

### 300系統
| No.  | 運行区間                                                                  |
| ---- | ------------------------------------------------------------------------- |
| 300E | 新横浜駅前 → 横浜労災病院 → 新開橋 → 新栄高校南口 → 仲町台駅              |
| 300E | 仲町台駅 → 新栄高校南口 → 新開橋 → 浜鳥橋 → 新横浜駅                      |
| 300F | 新横浜駅前 → 横浜労災病院 → 川向南耕地 → 新開橋 → 新栄高校南口 → 仲町台駅 |
| 300G | 仲町台駅 → 新栄高校南口 → 折本町 → 川向南耕地 → 浜鳥橋 → 新横浜駅前       |

- 1983年（昭和58年）8月20日： 新横浜駅前 - 新開橋 - 荏田南 - 江田駅として運行を開始[5]。
- 1988年（昭和63年）12月12日： 深夜バスの運行を開始。
- 1993年（平成5年）3月18日： 市営地下鉄あざみ野延伸に伴い以下のように運行形態を変更。
  - 仲町台駅乗り入れを開始。
  - 仲町台駅 - 荏田南 - 江田駅間を301系統に分離。
  - 新横浜駅前 - 新開橋 - 仲町台駅 - 都筑ふれあいの丘 - センター南駅運行便を開設。
  - 302系統の新横浜駅発着廃止を補完する形で全便鳥山大橋経由であった当系統を横浜労災病院・浜鳥橋経由に変更。
  - 深夜バスは廃止。
- 2006年（平成18年）1月30日： センター南駅発着便を廃止。
- 2007年（平成19年）4月1日： 横浜市生活交通バス路線維持制度による補助対象路線となる[21]。
- 2010年（平成22年）11月8日： 仲町台駅での301系統への乗り継ぎが無料となる乗り継ぎ運賃制度を設定[22]
- 2021年（令和3年）3月31日 : 301系統との乗り継ぎ運賃制度を廃止。
- 2023年（令和5年）1月4日：ダイヤ改正で大幅減便され、浜鳥大橋経由が廃止となった[17]。
- 2024年（令和6年）4月1日 : ダイヤ改正により、川向南耕地経由が新設される[19]。

新横浜駅・市営地下鉄仲町台駅間を市営地下鉄線より西側廻りで運行する系統である。ほとんどの区間で新横浜元石川線に沿って運行するが、途中新横浜付近で横浜労災病院に立ち寄る。横浜労災病院周辺の経路は往復で異なる。
沿線は駅周辺・港北インター周辺を除き企業・住宅が少ないため採算性が低く、横浜市道路局の横浜市生活交通バス路線維持制度による補助金を受けて運行されている。かつては深夜バスも運行される新横浜駅から港北ニュータウン方面への基幹路線であったが、1993年に市営地下鉄があざみ野まで延伸開業するとこれに役割を譲り、仲町台駅より江田駅方面の港北ニュータウン内区間は301系統として分離された。この時点で開設されたセンター南駅発着便により、都筑ふれあいの丘までは従来通り新横浜駅方面との直通利用ができたが、後に全便が仲町台駅発着に短縮された。2006年12月に示された路線再編計画によると、2007年3月末までに当系統と310系統仲町台駅発着便を統合する予定であったが、これは撤回されている。
一方、当路線は横浜労災病院周辺を運行することから1993年からリフト付きバス、1998年からノンステップバスが導入されるなど、車両のバリアフリー化は比較的早期より実施されてきた。現在は原則としてほとんどの便がノンステップバスで運行されている。
2023年1月4日のダイヤ改正により、平日休日共に30往復弱あった本数は平日7時台に上下1本のみへ大幅減便された。また、これに伴って96系統と600系統が新設された。2024年4月のダイヤ改正により、600系統の運行終了、96系統の大幅減便に伴って、当系統の一部便を増回し、従前から運行されてきた平日朝1往復を除いて新たに川向南耕地を経由するようになった。
かつては仲町台駅にて301系統に乗り継ぐ際に2回目の運賃が無料となる乗り継ぎ運賃制度が利用可能であった。詳細は横浜市営バス#乗継運賃制度（廃止）の節を参照のこと。

### 301系統
| No.  | 運行区間                                             |
| ---- | ---------------------------------------------------- |
| 301G | 江田駅 - 荏田南 - 都筑ふれあいの丘 - 向原 - 仲町台駅 |

- 1983年（昭和58年）8月20日： 江田駅 - 荏田南 - 大丸 - 市が尾駅を開設[5]。担当営業所は緑営業所川和派出所[24]。当初から東急バスとの共同運行であった。
- 1987年（昭和62年）6月15日：江田駅 - 荏田南 - 川和高校 - 川和町運行便を新設[注釈 4]。
- 1988年（昭和63年）12月12日：市が尾駅 - 牛谷戸・大丸循環を新設[注釈 5]。
- 1991年（平成3年）6月28日：港北ニュータウン営業所開設に伴い江田駅 - 荏田南 - 港北ニュータウン車庫運行便を新設。
- 1993年（平成5年）
  - 3月18日：市営地下鉄あざみ野延伸に伴い市が尾駅発着を廃止（東急バスは継続）、それまで300系統が運行されていた江田駅 - 荏田南 - 仲町台駅間が当系統の運行となる。
  - 9月29日：江田駅 - 荏田南 - センター南駅運行便を新設。（東急バスは既に同年3月18日にセンター南駅発着便を新設、後の南301系統）
- 2007年（平成19年）4月1日：港北ニュータウン営業所廃止に伴い港北営業所の担当になる。港北ニュータウン車庫発着便を廃止。
- 2008年（平成20年）3月30日：グリーンライン開業に伴い運行形態を再編[25]。
  - センター南駅発着便を廃止[注釈 6]
  - 江田駅 - 都筑ふれあいの丘駅運行便を新設。
  - 池田・都筑ふれあいの丘でのセンター南駅方面80・124・306・310系統への乗り継ぎが無料となる乗り継ぎ運賃制度を設定[25]。
- 2010年（平成22年）11月8日：仲町台駅での300系統への乗り継ぎが無料となる乗り継ぎ運賃制度を設定[22]。
- 2014年（平成26年）3月29日：都筑ふれあいの丘駅発着便廃止[26]。
- 2017年（平成29年）6月30日：東急バス市72系統廃止に伴い共通定期券の発売を終了[27]
- 2021年（令和4年）3月31日 : 乗り継ぎ割引を廃止。
- 2024年（令和6年）4月1日 : 370系統深夜バスを廃止[9]。

港北ニュータウン西側の地域を経由し東急田園都市線江田駅北口と市営地下鉄仲町台駅を結ぶ系統である。ほぼ全区間で新横浜元石川線上を直進する経路をとる。港北ニュータウン地区の市営バス路線中では305系統に次いで利用客数の多い路線であり、かつては江田駅発の深夜バスも運行されていた。深夜バスの書類上の系統番号は370系統であった。
港北ニュータウンの発展と共に数々の変更を経て現在の運行形態となったが、当初は江田駅 - 荏田南 - 市が尾駅の運行で東急バスとの共同運行であった。東急バスは301系統が仲町台駅発着に改められた後も江田駅 - 荏田南 - 市が尾駅間の運行を続け、後に"市71"の系統番号を与えられ運行を継続していたが、2014年4月1日に系統廃止となった。その後も市71を都筑ふれあいの丘駅経由にした市72が運行されていたが2017年6月30日に廃止、都筑ふれあいの丘駅 - 江田駅間で発売されていた東急バスとの共通定期券も販売を終了した。
かつては、池田・都筑ふれあいの丘にてセンター南駅方面の80・124・306・310系統へ乗り継ぐ場合と、仲町台駅にて300系統に乗り継ぐ際に2回目の運賃が無料となる乗り継ぎ運賃制度が利用可能であったが、2021年3月末をもって取扱いを終了した。詳細は横浜市営バス#乗継運賃制度（廃止）の節を参照のこと。
2014年3月29日のダイヤ改正で都筑ふれあいの丘駅発着便が廃止となった。

### 302系統
| No.  | 運行区間                                                                   |
| ---- | -------------------------------------------------------------------------- |
| 302M | 仲町台駅 - 港北工業団地 - 新北川橋 - 東山田駅                              |
| 302C | 仲町台駅 - 港北工業団地 - 新北川橋 - 東山田駅 - 勝田 - 大原 - センター南駅 |

- 1986年（昭和61年）6月5日： 新横浜駅 - 新開橋 - 北川橋南を開設[5]。
- 1990年（平成2年）11月16日： 北川橋南以北へ延伸し新横浜駅 - 新開橋 - 新北川橋 - 北山田となる。
- 1991年（平成3年）12月18日： 北山田発着便を研究所前まで延伸。
- 1992年（平成4年）
  - 4月1日： 鳥山大橋経由から横浜労災病院・浜鳥橋経由に変更。
  - 10月1日： 新横浜駅 - 新開橋 - 新北川橋 - 北山田 - センター南 - 港北ニュータウン車庫運行便を新設。
- 1993年（平成5年）3月18日： 市営地下鉄あざみ野延伸に伴い港北ニュータウン営業所へ移管及び新横浜駅・研究所前発着便を廃止・短縮、以下の運行となる。
  - 港北ニュータウン車庫 - センター南駅 - 北山田 - 新北川橋 - 仲町台駅 - 都筑ふれあいの丘 - 港北ニュータウン車庫
  - 港北ニュータウン車庫 - 都筑ふれあいの丘 - 仲町台駅 - 新北川橋
  - センター北駅 - 北山田 - 新北川橋 (センター北駅 - 新北川橋のみ東急バスとの共同運行、後の北302系統)
  - 港北ニュータウン車庫 - 都筑ふれあいの丘 - 仲町台駅
  - 仲町台駅 - 新北川橋
- 2007年（平成19年）4月1日： 仲町台駅 - 新北川橋運行便以外を廃止[注釈 7]。横浜市生活交通バス路線維持制度による補助対象路線となる[21]。港北ニュータウン営業所廃止に伴い再び港北営業所の担当になる。
- 2008年（平成20年）3月30日： グリーンライン開業に伴い新北川橋から東山田駅へ延伸[25][注釈 8]。
- 2010年（平成22年）11月1日： 88系統を統合、仲町台駅 - 東山田駅 - 勝田 - 仲町台駅 - 大原 - センター南駅運行便(B)を新設[28]
- 2012年（平成24年）4月2日： センター南駅発着便の仲町台駅経由運行を廃止、仲町台駅 - 東山田駅 - 勝田 - 大原 - センター南駅運行便(C)を新設
- 2013年（平成25年）11月1日： センター南駅発着便と平日朝時間帯の便を除き、東山田駅での発着を駅バスロータリー内2番乗り場での客扱いに変更[29]。

港北ニュータウン東側や中原街道周辺のニュータウン開発から外れた地域を経由し市営地下鉄仲町台駅・東山田駅・センター南駅間を結ぶ系統である。300系統・308系統と同じく横浜市道路局の横浜市生活交通バス路線維持制度による補助金を受けて運行されており、仲町台駅 - 東山田駅間に限り平日朝夕時間帯は赤字路線ながら標準的な路線に近い運行便数が確保されている。東山田駅より先、勝田経由でセンター南駅へ至るC区間便の運行回数は少ない。この区間は元々本数が少なかった88系統を吸収合併したもので、勝田 - センター南駅間は比較的運行便数が多い東急バスの路線経路をはずれ、現在当系統のみが運行する茅ヶ崎東地区を経由してセンター南駅へ向かう。
港北ニュータウンの発展と共に数々の変更を経て現在の運行となった。港北ニュータウン車庫発着の循環が運行されていた時期は東急バスも当系統と同経路でセンター北駅 - 北山田 - 新北川橋間の運行を行っていたため、当該区間で共通定期券の取扱いがあった。2008年の市営地下鉄グリーンライン開通に伴う路線再編ではグリーンラインとの接続を図るため、2007年の路線再編で廃止となった区間のうちの一部である新北川橋 - 東山田駅（旧：百石橋）間が再延伸された。東山田駅発着便は開設当初、構造上東山田駅での折返しができないため、到着後に東急バス道中坂下折返場まで回送のうえ折返す形をとっていた。

### 304系統
| No.  | 運行区間                                    |
| ---- | ------------------------------------------- |
| 304E | 江田駅 - みずきが丘 - 荏田東 - センター南駅 |

- 1988年（昭和63年）
  - 1月18日： 江田駅（南口） - 荏田南 - 御影橋 - 大原 - 北川橋南を開設[5]。
  - 5月1日： 江田駅（南口） - みずきが丘 - 大原 - 北川橋南運行便を新設。
- 1991年（平成3年）6月28日： 港北ニュータウン営業所開設に伴い港北ニュータウン営業所に移管される。荏田南経由便・みずきが丘経由便ともに新北川橋へ延長。
- 1992年（平成4年）10月1日： 江田駅（南口） - 荏田南 - 港北ニュータウン車庫運行便を新設。ちなみに江田駅(北口) - 荏田南 - 港北ニュータウン車庫を運行する便も同時に新設され、これは301系統とされた。
- 1993年（平成5年）3月18日： 市営地下鉄あざみ野延伸に伴い江田駅南口・新北川橋発着、荏田南経由の運行が廃止され、全便が江田駅(北口) - みずきが丘 - センター南駅の運行となる。短縮されたセンター南駅 - 新北川橋は303系統に引き継がれた[注釈 9]。
- 2007年4月1日： 港北ニュータウン営業所廃止に伴い再び港北営業所の担当になる。

東急田園都市線江田駅北口・市営地下鉄センター南駅間を港北ニュータウン西部の荏田東地区経由で結ぶ系統である。
当初は東急バス綱44・綱45系統と同じく江田駅の南口を発着しており、江田駅 - 池田を旧・300系統(現・301系統)と同経路で進んだのち大原・北原橋を経由し、新栄高校前から302系統と同経路で北川橋南まで至る路線であった。その後みずきが丘経由便が新設され両経由便が交互に運行されていたが、市営地下鉄あざみ野延伸時にみずきが丘経由便のみが運行継続・センター南駅発着に短縮され現在に至る。

### 318系統
| No.  | 運行区間                                                                |
| ---- | ----------------------------------------------------------------------- |
| 318A | 都筑ふれあいの丘駅 - 二の丸 - 星ヶ谷 - 源東院 - 仲町台駅                |
| 318B | センター南駅 - 都筑ふれあいの丘駅 - 二の丸 - 星ヶ谷 - 源東院 - 仲町台駅 |

路線沿革
- 2017年10月1日： 308系統を引き継ぐ形で、センター南駅 - 都筑ふれあいの丘駅 - 星ヶ谷 - 源東院 - 仲町台駅として開業。
- 2025年3月15日：所管営業所が緑営業所から港北営業所に移管される。

センター南駅・都筑ふれあいの丘駅から、ニュータウン開発以前からの集落と農業生産地域が続く折本地区を経由し、市営地下鉄仲町台駅までを結ぶ系統である。路線名称は星ヶ谷線とされている。
都筑ふれあいの丘駅に全ての便が立ち寄るが、曜日を問わず運行便のほとんどが都筑ふれあいの丘駅 - 仲町台駅の区間便であり、センター南駅〜仲町台駅の全区間を走行するバスは非常に少ない。狭隘区間を経由するため全便が中型車で運行される。
この系統の前身の308系統から引き続き、横浜市道路局から横浜市生活交通バス路線維持制度による補助金を受け運行されている。

## 過去に所管した系統
停留所名は廃止又は移管当時のものを表記。現在も当営業所が所管している系統の変更・廃止については所管路線の項を参照のこと。

### 27系統
- 27B：鶴見駅 → 汐鶴橋 → 汐田神社前 → 入船橋 → 安善駅前 → 安善町
- 27B：安善町 → 安善駅前 → 入船橋 → 仲通1丁目 → 汐鶴橋 → 鶴見駅

鶴見営業所との共管路線であったが2011年12月5日に鶴見営業所の単独所管となった。

### 42系統
- 42A：一の瀬 - 末吉橋 - 三ツ池道 - 森永工場前 - 鶴見駅 - 鶴見区役所前 - 汐入町2丁目
- 42B：一の瀬 - 末吉橋 - 三ツ池道 - 森永工場前 - 鶴見駅 - 汐鶴橋 - 汐入町2丁目

鶴見営業所との共管路線であった。2007年3月30日を以って廃止された。詳しくは横浜市営バス鶴見営業所#廃止・移管路線の項を参照。

### 59・80系統
- 59A：横浜駅西口 - 東神奈川駅西口 - 浦島丘 - 仲手原アパート前 - 菊名駅前 - 港北区総合庁舎 - 綱島駅
- 59B：綱島駅 - 港北区総合庁舎 - 港北車庫 - 新横浜駅
- 59C：綱島駅 - 港北区総合庁舎 - 港北車庫
- 80A：横浜駅西口 - 東神奈川駅西口 - 浦島丘 - 仲手原アパート前 - 菊名駅前 - 港北車庫前 - 新横浜駅
- 80B：東神奈川駅西口 - 浦島丘 - 仲手原アパート前 - 菊名駅前 - 港北車庫前 - 新横浜駅

現在の80系統(2代目)とは別系統である。80系統は新横浜駅が開業した1ヵ月後の1964年11月10日に開設された59系統の支線系統であった。当初は保土ヶ谷営業所の所管であったが港北営業所が開設されると当営業所の担当となった。当時は東急バス日吉営業所との共同運行であり、また綱島駅 - 新横浜駅・港北車庫の入出庫便や東神奈川駅西口 - 新横浜駅間などの区間便も存在した。東急バスは出入庫の関係で日吉駅発着便も存在した。その後入出庫便・区間便(59B,59C,80B)と東急バス運行便は1991年1月21日に廃止、また両系統とも浅間町営業所に再度移管され、80系統は1996年2月19日を以って廃止された。

### 72系統
- 72A：鶴見駅 - 森永工場前 - 三ッ池道 - 末吉橋 - 江ケ崎

1965年11月22日に開設された。鶴見営業所との共管路線であった。2007年3月の路線再編では廃止が検討されたが、横浜市道路局の横浜市生活交通バス路線維持制度による維持対象路線となり、2007年4月1日より臨港グリーンバス（現：川崎鶴見臨港バス）へ移譲され現在は鶴11系統として運行されている。

### 88系統
- 88D：センター南駅 - 都筑ふれあいの丘 - 仲町台駅 - 勝田 - 道中坂下
- 88E：仲町台駅 - 都筑ふれあいの丘 - センター南駅 - 大原 - 勝田 - 道中坂下
- 88F：センター南駅 - 大原 - 仲町台駅 - 勝田 - 東山田駅 - 新北川橋

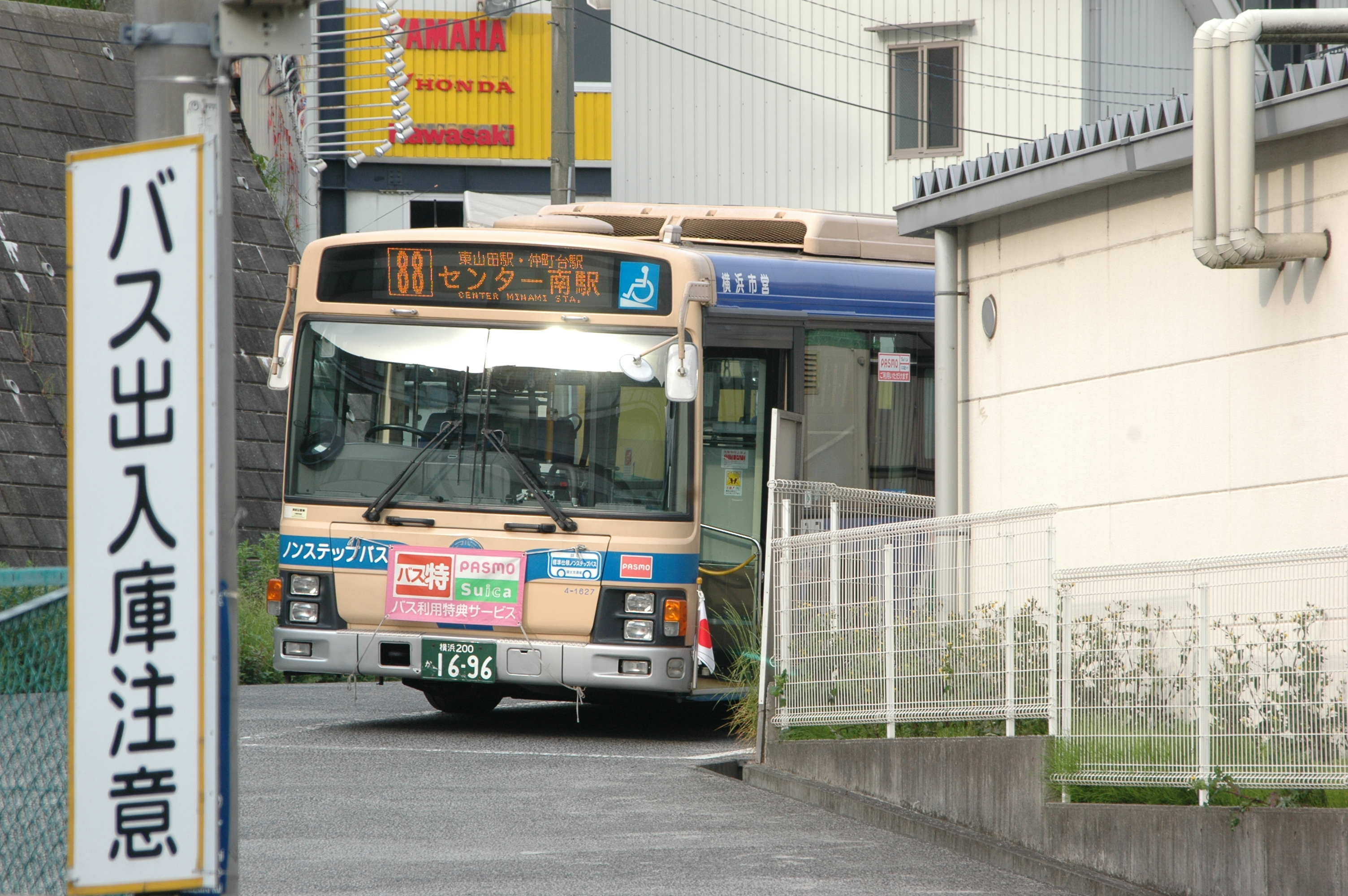
新北川橋折返所にて待機する88系統。かつて新横浜駅からの便や東急バス便などが発着していた新北川橋折返所であるが、最後期に使用していたのは一日数便の88系統のみであった。敷地の大部分はコンビニ店舗用地として貸付されている。(2010年5月4日撮影)

- 1966年（昭和41年）4月1日： 中山駅 - 佐江戸 - 勝田 - 道中坂下として開設。担当営業所は保土ヶ谷営業所港北出張所。
- 1988年（昭和63年）3月27日： 中山駅 - 佐江戸 - 都筑ふれあいの丘 - 大原 - 勝田 - 道中坂下運行便を開設。
- 1993年（平成5年）3月18日： 市営地下鉄あざみ野延伸に伴い都筑ふれあいの丘非経由便を仲町台駅経由に変更。
- 1994年（平成6年）11月7日： 中山駅発着を廃止、仲町台駅 - 都筑ふれあいの丘 - センター南駅 - 大原 - 勝田 - 道中坂下、センター南駅 - 都筑ふれあいの丘 - 仲町台駅 - 勝田 - 道中坂下の運行になる。緑営業所から港北ニュータウン営業所へ移管される。
- 2007年（平成19年）4月1日： 港北ニュータウン営業所廃止に伴い港北営業所の担当になる。
- 2008年（平成20年）3月30日： グリーンライン開業に伴いD,E運行便を廃止、F運行便を新設。
- 2010年（平成22年）10月31日 : 302系統に統合される。

かつては中山駅南口から中原街道を北上する路線であったが、港北ニュータウン開発の進展や地下鉄開通による路線変更を経て、最後期には中原街道周辺のニュータウン開発から外れた地域を経由し市営地下鉄線各駅を結ぶ系統となっていた。運行便数は少なかった。当初は東急バスとの共同運行であり、市営バスが中山駅発着便を廃止するまでは共通定期券の取扱もあった。ちなみに東急バス担当便はその後も中山駅発着の南口→北口への変更などを経て、2008年3月30日の綱46系統廃止まで中山駅(北口) - 道中坂下間の運行を続けた。グリーンライン開業時から最末期は80・301系統などと重複する都筑ふれあいの丘経由が廃止され、2007年3月31日の303系統の廃止でバスの運行本数が極端に少なくなっていた大原経由のルートに統合された。これより90分間隔の運行とされていたが、2010年10月31日を以って302系統に吸収合併される形で廃止された。
その後、系統番号は東神奈川駅と市民病院を結ぶ系統番号として、およそ12年ぶりに再利用された。

### 96系統
| No. | 運行区間                                                                                 |
| --- | ---------------------------------------------------------------------------------------- |
| 96C | 新横浜駅前 → 横浜労災病院前 → 川向南耕地 → 東方町 → 港北インター → 浜鳥橋 → 新横浜駅前   |
| 96E | 新横浜駅前 → 横浜労災病院前 → 川向南耕地 → 東方町 → 港北インター → 鳥山大橋 → 新横浜駅前 |

2023年1月に新設された路線。新設当時は日中時間帯は新横浜駅を基準とした循環運行となっていたが、2024年4月のダイヤ改正により、新羽駅発着に統一されることになり、上記の子系統は短命に終わった。

### 108系統
- 108A：横浜駅西口 - 三ツ沢グランド - 片倉町駅 - 菅田町入口 - 新横浜駅

現在の108系統(3代目)、また2代目108系統とは別系統である。1970年6月23日から浅間町営業所の担当で運行が始まり、港北営業所が開設されると当営業所の担当となった。当初は相鉄バスとの共同運行共同運行であったが後に撤退した。1985年の市営地下鉄新横浜延伸後に並行区間が多かった当系統は廃止された。

### 121系統
- 121A：新横浜駅 - 八反橋 - 羽沢団地前 - 羽沢貨物駅 - 和田町 - 保土ヶ谷車庫

1995年12月4日に開設された。2007年3月の路線再編では廃止が検討されたが、横浜市道路局の横浜市生活交通バス路線維持制度による維持対象路線となり、2007年4月1日より神奈川中央交通へ移譲された。移譲に際し、峯小学校前 - 保土ヶ谷車庫を廃止し、洪福寺、天王町駅経由で保土ヶ谷駅西口まで延長されている。
なお、121系統の系統番号は金沢派出所の「新杉田駅前→食品団地前→建設センター前→金沢工業団地」線で利用されており、当系統は2代目だった。

### 126系統
- 126A：鶴見駅入口 → 森永工場前 → 三ッ池道 → 末吉橋 → 一の瀬
- 126A : 一の瀬 → 末吉橋 → 三ッ池道 → 森永工場前 → 鶴見駅西口

1986年4月30日に開設された13系統の支線系統であった。現在の14・67・104系統と同じく、鶴見駅西口発着であるが発車バス停留所は鶴見駅入口であった。1994年9月26日に廃止された。

### 197系統
- 197A：桜木町駅前（市役所口）→ パシフィコ横浜 → 横浜駅改札口前 → 新高島駅前 → パシフィコ横浜 → 桜木町駅前（市役所口）

2021年11月22日 - 12月19日に試験運行された路線で、保土ヶ谷営業所・本牧営業所・滝頭営業所との共管路線であった。書類上の系統番号は197系統であったが案内上系統番号は使用されず、「みなとみらいループバス」の愛称がバス停や行き先表示に掲示されていた。また、この路線では実証実験で運賃が100円となっていた。車両に関しては、1台の車両が乗合登録から貸切登録に変更され使用された。（終了後に一般路線へ復帰）

### 198系統
- 198A：IKEA港北 → 新羽駅 → 大倉山駅前 → 新横浜駅前 → IKEA港北

2015年11月1日 - 29日の土曜・休日に試験運行された路線で、書類上の系統番号は198系統であったが、案内上系統番号は使用されず、「IKEA港北ループバス」の愛称がバス停や行き先表示に掲示されていた。IKEA港北では同施設内の停留所(以前、田園調布駅行きのシャトルバスが発着して場所)を使用し、また、新横浜駅前からIKEA港北までは途中停留所に停車せず直行していた。

### 274系統
- 274A：センター北駅 → センター南駅 → 川和高校入口 → みずきが丘 → 北部病院前 → センター南駅 → センター北駅

2010年4月29日から同年10月31日まで試験運行された港北ニュータウン地区の循環路線であった。センター北駅 - センター南駅間は歴博通り・横浜市歴史博物館前を経由していた。なお、廃止の際には73系統が当系統を補完する形で経路変更された。

### 301系統
- 301J：江田駅 - 荏田南 - 都筑ふれあいの丘駅

2008年3月30日のグリーンライン開業に伴い新設された子系統。平日朝に数本運行されていた。2014年3月29日に廃止。

### 303系統
- 303A：新横浜駅 - 大倉山駅 - 新羽駅 - 新羽営業所庚申堀 - 北原橋 - 大原 - センター南駅 - センター北駅 - 北山田
- 303B：新横浜駅 - 大倉山駅 - 新羽駅 - 新羽営業所庚申堀 - 北原橋 - 大原 - センター南駅 - センター北駅 - 北山田 - 研究所前
- 303C：センター南駅 - 大原 - 北原橋 - 港北工業団地 - 新北川橋
- 303D：センター南駅 - 大原 - 仲町台駅 - 北原橋 - 港北工業団地 - 新北川橋

1986年12月22日に新横浜駅 - 北山田間が開設された。1990年11月16日に研究所前へ延伸。新横浜駅から東横線大倉山駅を経て新羽・港北ニュータウン方面へ向かう、市営地下鉄線の建設予定地に沿うような経路を取る路線であった。
1993年の市営地下鉄あざみ野延伸時に新横浜駅 - 研究所線の子系統としてセンター南発着の子系統（C・D）新設され、短縮された304系統の新北川橋側を引き継いだ形ということもあり当初は港北ニュータウン営業所が担当していた。1994年11月28日に新横浜発着の本線が廃止され、その際に東急バスとの共同運行を終了した。本線系統廃止後は港北営業所に移管され、当子系統のみが運行されていたが、2007年3月の路線再編の際に廃止された。仲町台駅経由便は朝夕ラッシュ時のみ、勝田丸沢経由便は日中のみの運行であった。現在は302系統が茅ヶ崎貝塚橋 - 北原橋 - 新栄高校前を除いて当路線の廃止区間をカバーしており、結果的に当系統の廃止で消滅したセンター南駅と港北工業団地方面を結ぶバスが、2010年11月に302系統が88系統を吸収したことで復活する形となった。

### 308系統（初代）
- 308A：新横浜駅 - 新開橋 - 勝田丸沢 - 大原 - 茅ヶ崎新道(現：区役所通り中央) - 中川 - 荏田新道 - あざみ野駅

現在の308系統(2代目)とは別系統である。1991年6月28日に309系統と同時に新設された、仲町台駅付近からあざみ野駅まで市営地下鉄線の建設予定地に沿うような経路を取る路線であった。市営地下鉄あざみ野延伸開業に伴い1993年3月18日に309系統と同じく廃止された。

### 308系統（2代目）
- 308B：センター南駅 - 北部病院前 - 二の丸 - 星ヶ谷 - 源東院 - 仲町台駅
- 308C：センター南駅 - 北部病院前 - 都筑ふれあいの丘駅 - 二の丸 - 星ヶ谷 - 源東院 - 仲町台駅

2006年1月30日から2015年3月31日まで308系統は当営業所の所管であった。詳しくは横浜市営バス緑営業所#308系統を参照のこと。

### 322系統
- 322A - 梶山 → トレッサ横浜 → 港北区総合庁舎 → 急行 →新横浜駅

104系統の雨の日臨時便。前日17時時点で翌日の降水確率が70%以上以上の際に2本のみ運行されていた。新型コロナウイルス感染症に伴う旅客需要の低迷から運行休止となり、そのまま2024年3月末をもって正式に廃止された。

### 355・356系統
- 355A - 鶴見駅西口 → 岸谷2丁目 → 白幡 → 東高校前 → 内路 → 菊名駅前 → 大倉山駅 → 太尾西住宅 → 新羽駅 → 新開橋 → 川向町折返場
- 355B - 鶴見駅西口 → 岸谷2丁目 → 白幡 → 東高校前 → 内路 → 菊名駅前 → 港北車庫前
- 356A - 大倉山駅 → 太尾西住宅 → 新羽駅 → 新開橋 → 川向町折返場

いずれも41系統の深夜バス。2012年のダイヤ改正で大倉山始発は廃止され、鶴見発が残されたが、新型コロナウイルス感染症に伴う旅客需要の低迷から運行休止となり、そのまま2024年3月末をもって正式に廃止された。

### 370系統
- 370A - 江田駅 - 荏田南 - 都筑ふれあいの丘 - 向原 - 仲町台駅

301系統の深夜バス。かつては両方向で運行されていたが、2019年3月改正で江田発のみの運行となった。新型コロナウイルス感染症に伴う旅客需要の低迷から運行休止となり、そのまま2024年3月末をもって正式に廃止された。

### 600系統
| No.  | 運行区間                                                                          |
| ---- | --------------------------------------------------------------------------------- |
| 600A | 仲町台駅 → 龍雲寺 → 都田地区センター・ケアプラザ → 東方町 → 淡島神社前 → 仲町台駅 |
| 600B | 仲町台駅 → 淡島神社前 → 前耕地 → 都田地区センター・ケアプラザ → 龍雲寺 → 仲町台駅 |

2023年1月4日のダイヤ改正にて新設された系統。都田・池辺地区では従来から300・318両系統によって路線バス自体は運行されていたが、どちらも収益性に問題を抱えており、横浜市生活交通バス路線維持制度による補助対象路線となっていた。地域内には2017年から有志によるボランティアバスが運行されており、これが一定の成功を収めていた。また、都田地区には地域ケアプラザおよび地区センターが建設されることになり、同所へのアクセス路線の整備が求められるようになる。そこで、従来からの系統の収支改善と地域の利便性向上のために当系統が新設されることになった。新たに新設される都田地区センター付近は狭隘路であるため、横浜市営バス初のワゴン型車両で運行する。
また、この路線の新設に当たって、300系統・318系統を大幅に減便して1年間程度の実証実験を行うことになった。
内回りと外回りがあり、内外回り共に仲町台駅 - 長福寺前間は同じルートを取る。外回りはそのまま折本町方面へと進み、東方町より都田地区センター・ケアプラザ方面へ分岐し、龍雲寺より318系統と同じルートを通り、長福寺前に戻ってくる。内回りはその逆となる。
また、内外回り共に都田地区センター・ケアプラザ - 龍雲寺間にフリー乗降区間が存在し、この区間内であれば、バス停の有無に関わらず好きな場所で乗降が可能となる。この区間での乗車方法は、予め時刻表に書いてある通過予定時刻に路上で待ち、バスが見えたら手をあげて運転手に知らせて乗車する。
支払い方法はICカードのみで現金は使用不可な上、チャージもできない。なお、定期券や、1日乗車券と言った乗車券類は使用可能である。
当初は朝の2便のみ外回りで、そのほかの便は内回りとして運行されていた。しかし、2024年7月末時点に行った調査によって、1日当たりの利用者数が目標としていた170人を大きく下回っており、加えて停留所によって乗車と降車の人数におおきな偏りがあることが判明した。そのため、10月に行われたダイヤ修正によって、日中は内・外回りを交互に運行するように変更。往復で利用しやすい形に変更したものの、利用者は低迷。2024年4月1日の実証実験終了までに目標としていた1日利用者数170人を1度も達成できなかったことから、運行を終了。300・318系統の一部を復便した。

## 車両

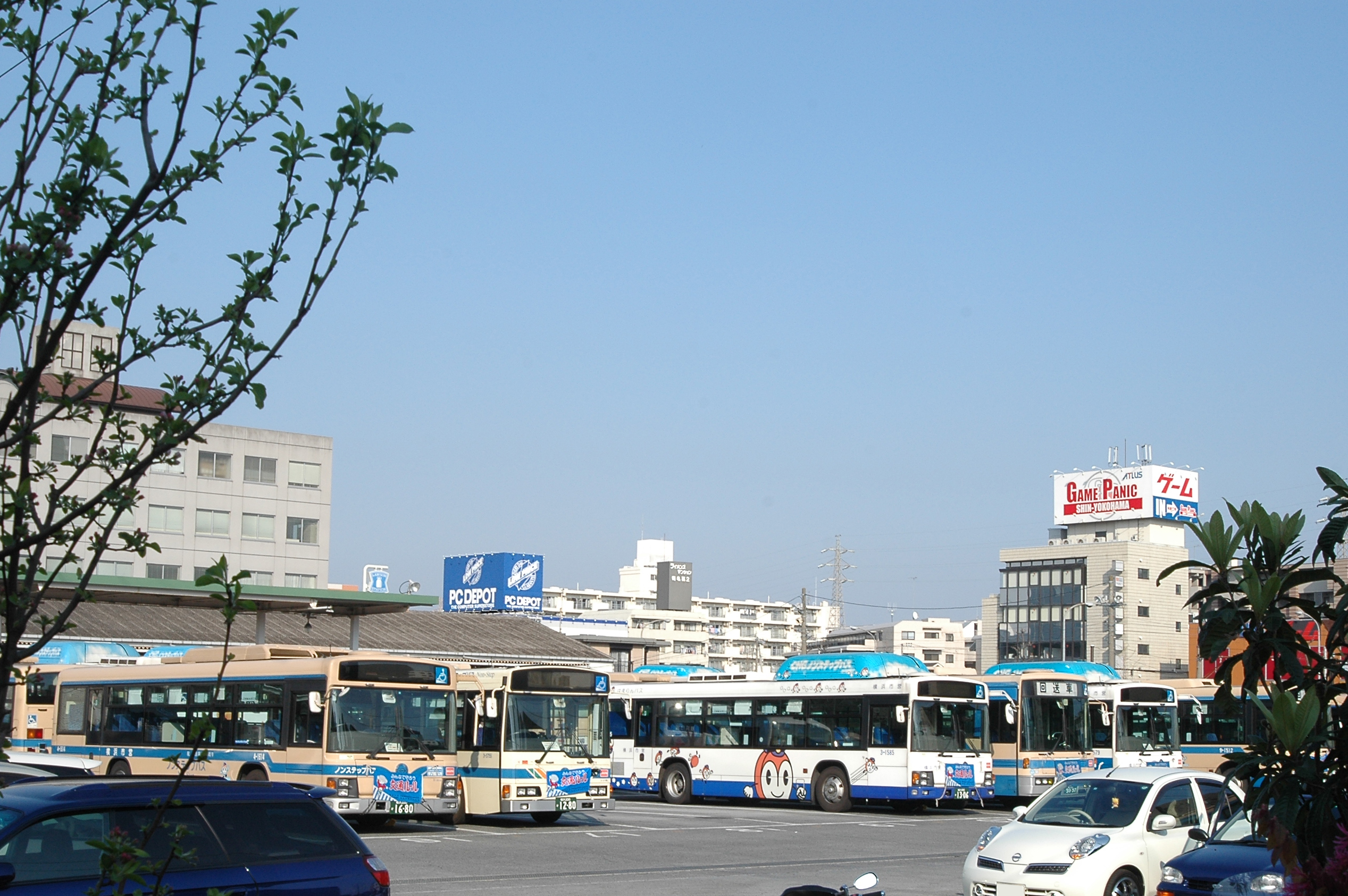
港北営業所に並ぶバス車両（2009年4月8日撮影）

横浜市営バスでは2004年の入札制度導入まで各営業所ごとに導入車両メーカーの指定があり、港北営業所はいすゞ自動車製車両の配置が慣例となっていた。
2004年以降でもいすゞ・日野自動車統合モデルのジェイ・バス車が大半を占め、いすゞ・エルガハイブリッドも配置されている。
在籍車両の大半は大型車だが、318系統用の中型車も少数配置されている。2013年度をもって一般路線用の全車両がノンステップバスに統一された。2023年度以降に新製配置された車両にはフルカラーLED行先表示器が搭載されている。
2013年まで白色塗装のCNGノンステップバスも配置されていたが、2013年末までに浅間町営業所と緑営業所に転出し配置は消滅している。
2020年6月まで日産ディーゼル製の車両も配置されていた。
2023年1月から2024年4月頃まで、600系統用の日産・キャラバンが2台配置されていた。